# Eyjafjallajökull (film)

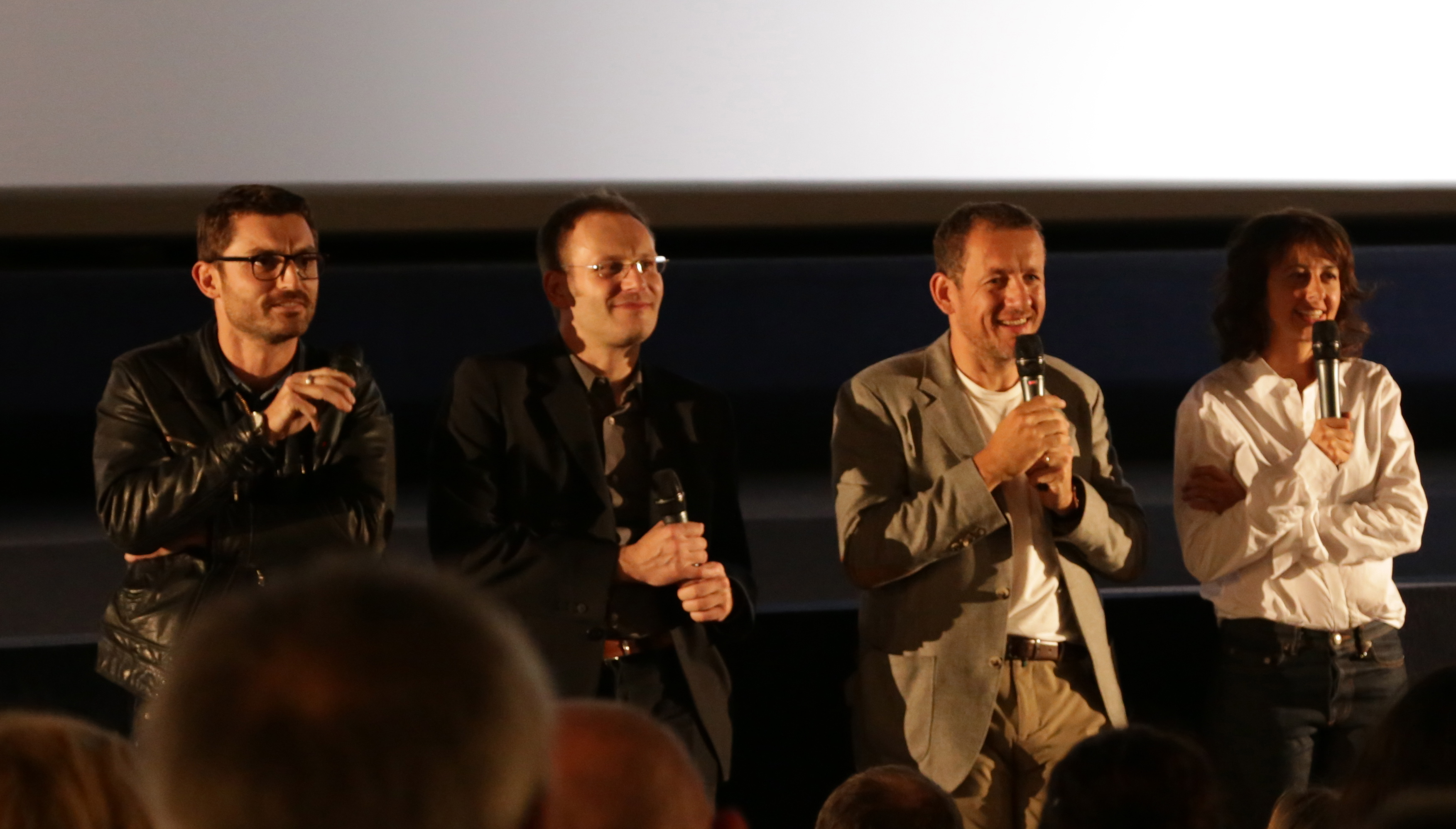
Cast van Eyjafjallajökull voor de première

Eyjafjallajökull (alternatieve titel: Le volcan) is een komische Franse film uit 2013 van Alexandre Coffre, geproduceerd door Nicolas Duval. De film kwam uit in Frankrijk op 24 augustus 2013, en in België op 2 oktober 2013. De hoofdrollen worden gespeeld door Dany Boon en Valérie Bonneton. De film is geïnspireerd op de uitbarsting van de vulkaan Eyjafjallajökull in 2010 en de lamlegging van het wereldwijd vliegverkeer dat dit tot gevolg had.

## Verhaal
Alain en Valerie hebben een hartgrondige hekel aan elkaar. Tweeëntwintig jaar geleden hadden ze gedurende enkele maanden een hartstochtelijke relatie. Kort na de geboorte van hun dochter zijn ze echter uit elkaar gegaan, en inmiddels maken ze elkaar al 20 jaar het leven zuur. Nu zijn ze met het vliegtuig op reis van Frankrijk naar het Griekse eiland Corfu, waar hun dochter Cecile gaat trouwen. Door de uitbarsting van de IJslandse vulkaan Eyjafjallajökull landt het vliegtuig echter in Duitsland. Alain en Valerie doen er vervolgens alles, maar dan ook alles aan om op tijd op de trouwerij van hun dochter te zijn. Hierbij stelen ze onder andere een politiewagen en een vliegtuigje, slopen ze een Porsche en wordt er ook nog een beschermde diersoort omgelegd. Omdat ze elkaar echter niet kunnen uitstaan, proberen ze elkaars pogingen om op tijd te komen in de tussentijd op alle mogelijke manieren te dwarsbomen. Na een lange tocht via Oostenrijk, Slovenië en Albanië komen ze uiteindelijk net op tijd op Corfu aan. De twee zijn tijdens hun reis nader tot elkaar gekomen, en hun dochter is dan ook erg ontroerd als haar ouders op het bruiloftsfeest samen een lied voor haar zingen. De vreugde is echter maar van korte duur, want na afloop van het lied worden Alain en Valerie door de Griekse politie ingerekend.